# جاك هاكان
جاك كاهان (20 يوليو 1887 في مانشستر – 2 سبتمبر 1939 في باريس)هو كاتب وناشر أسس مطبعة المسلة [الإنجليزية] في باريس عام 1929.
ابن سيليج وسوسي كاهان، كلاهما مهاجرين رومانيين. بدأ كاهان، الروائي، مطبعة المسلة بعد إفلاس ناشره غرانت ريتشاردز. دخل في شراكة مع الطابعة-هربرت كلارك، مالك دار فاندوم للطباعة   - نشر كاهان روايته الثانية النرجس البري تحت إشرافه الخاص،  واحدة من عدة أسماء مستعارة استخدمها، سيسيل بار. ناشر "dbs" («الكتب القذرة»)، خلط كاهان العمل الجاد مع القذارة في قوائم أعماله. وكان قد استفادة من التجميد قانوني حيث أن الكتب اللغة الإنجليزية المنشورة في فرنسا لم تخضع  للرقابة التي تمارس على خلاف ذلك في المملكة المتحدة وأماكن أخرى،  إلا  أنها لا تزال عرضة للمصادرة عندما يستوردونها إلى البلدان الناطقة باللغة الإنجليزية.
نشرت مطبعة المسلة رواية هنري ميلر مدار للسرطان وغيرها من الأعمال التي لن ينشرها ناشرون أخرون خوفا من المعقوبات القضائية، مثل رواية حبيب ليدي تشاترلي، ورواية الصبي لجيمس هانلي، وبعض كتب جيمس جويس.
أنشأ جاك كاهان والد موريس جيرودياس، مطبعة أولمبياا.

## قراءة عميقة
- Neil نيل بيارسون Obelisk: A History of Jack Kahane and the Obelisk Press, 2007, Liverpool University Press
- Gary Miers Of Obelisks and Daffodils: The Publishing History of the Obelisk Press (1929–1939), 2011, Handsack Press.
- Jack Kahame. Memoirs of a Booklegger, 1939, William Brendon & Son.

## روابط خارجية
- . أعمال عن طريق أو عن جاك كاهانا في المكتبات (كتالوج WorldCat)
- وثائق عائلة جاك كاهان